# Seiichi Makita
Seiichi Makita (巻田 清一 Makita Seiichi?,  nacido el 11 de junio de 1968 en Tokio) es un exfutbolista japonés que se desempeñaba como defensa.

## Trayectoria

### Clubes
| Club           | País  | Año         |
| -------------- | ----- | ----------- |
| NTT Kanto      | Japón | 1991 - 1992 |
| Urawa Reds     | Japón | 1993        |
| Fujitsu        | Japón | 1994 - 1996 |
| Mito HollyHock | Japón | 1997 - 1998 |